# Кигер-мустанг

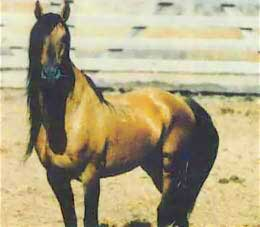
Кигер-мустанг

Кигер-мустанг — отродье мустанга, обитающее в штате  Орегон. Имеет близкое родство с лошадьми, завезёнными в Америку конкистадорами примерно в 1600-х.
Окрас — серо-коричневый с рыжеватым оттенком. Грива — обычно чёрная или темно-коричневая. Могут иметь отметины вроде подобных зебрам полос на ногах или спине.
Для кигер-мустангов характерны выносливость, ум и живость, благодаря чему они идеально подходят для верховой езды.
В фильме «Спирит: Душа прерий» использовался образ мустанга по имени «Спирит», а прототипом был кигер-мустанг по имени Доннер.